# Selección de fútbol de las Islas Chagos
La selección de fútbol de las Islas Chagos es el equipo que representa al archipiélago de Chagos a nivel internacional. No son miembros ni de la FIFA ni de la AFC y por lo tanto no pueden participar en los torneos que estas asociaciones organizan. Está afiliado a la ConIFA y a la World Unity Football Alliance (WUFA).
Jugó su primer partido el 4 de diciembre de 2011 contra la selección de Recia, goleando por 6-1.

## Estadísticas

### Copa Mundial ConIFA
| Copa Mundial ConIFA | Copa Mundial ConIFA | Copa Mundial ConIFA | Copa Mundial ConIFA | Copa Mundial ConIFA | Copa Mundial ConIFA | Copa Mundial ConIFA | Copa Mundial ConIFA |
| Año                 | Ronda               | J                   | G                   | E                   | P                   | GF                  | GC                  |
| ------------------- | ------------------- | ------------------- | ------------------- | ------------------- | ------------------- | ------------------- | ------------------- |
| 2014                | No participó        | No participó        | No participó        | No participó        | No participó        | No participó        | No participó        |
| 2016                | Fase de grupos      | 4                   | 0                   | 1                   | 3                   | 5                   | 27                  |
| 2018                | No participó        | No participó        | No participó        | No participó        | No participó        | No participó        | No participó        |
| 2020                | Evento cancelado    | Evento cancelado    | Evento cancelado    | Evento cancelado    | Evento cancelado    | Evento cancelado    | Evento cancelado    |
| Total               | 1/3                 | 4                   | 0                   | 1                   | 3                   | 5                   | 27                  |

### WUFA World Series
| WUFA World Series | WUFA World Series | WUFA World Series | WUFA World Series | WUFA World Series | WUFA World Series | WUFA World Series | WUFA World Series |
| Año               | Ronda             | J                 | G                 | E                 | P                 | GF                | GC                |
| ----------------- | ----------------- | ----------------- | ----------------- | ----------------- | ----------------- | ----------------- | ----------------- |
| 2021              | Campeón           | 2                 | 1                 | 1                 | 0                 | 5                 | 3                 |
| Total             | 1/1               | 2                 | 1                 | 1                 | 0                 | 5                 | 3                 |

## Partidos
| Fecha                   | Estadio                         | Lugar                              | Competición                 | Rival                     | Resultado                                                                                             |
| ----------------------- | ------------------------------- | ---------------------------------- | --------------------------- | ------------------------- | --- |
| 4 de diciembre de 2011  | Tinsley Lane                    | Crawley, Inglaterra                | Amistoso                    | Recia                     | 6-1                                                                                                   |
| 9 de mayo de 2012       | Weycourt                        | Godalming, Inglaterra              | Amistoso                    | Sealand                   | 3-1                                                                                                   |
| 23 de febrero de 2014   | Weycourt                        | Godalming, Inglaterra              | Amistoso                    | Sealand                   | 2-4                                                                                                   |
| 5 de mayo de 2014       | Estadio Broadfield              | Crawley, Inglaterra                | Amistoso                    | Sealand                   | 1-1                                                                                                   |
| 31 de diciembre de 2014 | Coles Park                      | Haringey, Inglaterra               | Amistoso                    | Somalilandia              | 1-1                                                                                                   |
| 20 de diciembre de 2015 | Central Ground                  | Royal Sutton Coldfield, Inglaterra | Amistoso                    | Panjab                    | 1-4                                                                                                   |
| 29 de mayo de 2016      | Estadio Dinamo                  | Sujumi, Abjasia                    | Copa Mundial ConIFA de 2016 | Abjasia                   | 0-9 (enlace roto disponible en Internet Archive; véase el historial, la primera versión y la última). |
| 30 de mayo de 2016      | Estadio Dinamo                  | Sujumi, Abjasia                    | Copa Mundial ConIFA de 2016 | Armenia Occidental        | 0-12                                                                                                  |
| 2 de junio de 2016      | Estadio Daur Akhvlediani        | Sujumi, Abjasia                    | Copa Mundial ConIFA de 2016 | Somalilandia              | 2-3                                                                                                   |
| 3 de junio de 2016      | Estadio Daur Akhvlediani        | Gagra, Abjasia                     | Copa Mundial ConIFA de 2016 | Recia                     | 3-3 (pen. 2-4)                                                                                        |
| 26 de agosto de 2016    | Gander Green Lane               | Sutton, Londres                    | World Unity Cup 2016        | Barāwe                    | 3-2                                                                                                   |
| 27 de agosto de 2016    | Gander Green Lane               | Sutton, Londres                    | World Unity Cup 2016        | Tamil Eelam               | 1-5                                                                                                   |
| 28 de agosto de 2016    | Gander Green Lane               | Sutton, Londres                    | World Unity Cup 2016        | Tamil Eelam               | 1-5                                                                                                   |
| 25 de marzo de 2018     | Yorkshire NuBuilds Stadium      | Fitzwilliam, Inglaterra            | Amistoso                    | Yorkshire                 | 0-6                                                                                                   |
| 8 de abril de 2018      | Coles Park                      | Haringey, Inglaterra               | Amistoso                    | Barāwe                    | 1-4                                                                                                   |
| 7 de junio de 2018      | Parkside                        | Aveley, Inglaterra                 | Amistoso                    | Matabelelandia            | 0-1                                                                                                   |
| 9 de junio de 2018      | Bedfont Recreation Ground       | Bedfont, Inglaterra                | Amistoso                    | Tuvalu                    | 1-6                                                                                                   |
| 28 de abril de 2019     | Moatside                        | Merstham, Inglaterra               | Amistoso                    | Surrey                    | 3-2                                                                                                   |
| 25 de mayo de 2019      | Church Road                     | Surrey, Inglaterra                 | Amistoso                    | Cascadia                  | 3-6 Archivado el 26 de diciembre de 2019 en Wayback Machine.                                          |
| 2 de junio de 2019      | CNG Stadium                     | Harrogate, Inglaterra              | Atlantic Heritage Cup 2019  | Parroquias de Jersey      | 2-9                                                                                                   |
| 25 de agosto de 2019    | Priory Park                     | Bodmin, Inglaterra                 | Amistoso                    | Cornualles                | 3-10                                                                                                  |
| 1 de diciembre de 2019  | Ewen Fields                     | Hyde, Inglaterra                   | Amistoso                    | Supporting Charities F.C. | 3-1                                                                                                   |
| 22 de diciembre de 2019 | Broadfield 3G                   | Crawley, Inglaterra                | Amistoso                    | Surrey                    | 1-4                                                                                                   |
| 29 de diciembre de 2019 | Camping World Community Stadium | Horsham, Inglaterra                | Amistoso                    | Panjab                    | 0-6                                                                                                   |
| 9 de mayo de 2021       | Merrist Wood College            | Surrey, Inglaterra                 | Amistoso                    | Surrey                    | 3-2                                                                                                   |
| 16 de mayo de 2021      | Merrist Wood College            | Surrey, Inglaterra                 | WUFA World Series 2021      | Surrey                    | 3-1                                                                                                   |
| 23 de mayo de 2021      | Merrist Wood College            | Surrey, Inglaterra                 | WUFA World Series 2021      | Barāwe                    | 2-2 (pen. 5-4)                                                                                        |
| 29 de agosto de 2021    | N/A                             | Bradford , Inglaterra              | Amistoso                    | Cachemira                 | 8-0                                                                                                   |
| 22 de mayo de 2022      | Meadowbank Stadium              | Dorking, Inglaterra                | Amistoso                    | Yorkshire                 | 2-2                                                                                                   |
| 3 de julio de 2023      | Whitehall Lane                  | Reigate , Inglaterra               | Amistoso                    | Islas Malvinas            | 4-0                                                                                                   |
| 9 de julio de 2024      | Meadowbank                      | Dorking , Inglaterra               | Amistoso                    | Surrey                    | 2-4                                                                                                   |
| 7 de julio de 2024      | Whitehall Lane                  | Reigate , Inglaterra               | Amistoso                    | Medicina británica        | 1-0                                                                                                   |
| 21 de julio de 2024     | Lux Park                        | Liskeard, Inglaterra               | Amistoso                    | Cornualles                | 2-5                                                                                                   |

## Uniformes anteriores
| 2011 Local (Como ) | 2012 Local | 2013 Local | 2014 Local | 2017 Visita | 2018 Local | 2019 Local | 2019 Local |

| 2019 Visita |

Fuentes: